# Lý Thạch Tùng
Lý Thạch Tùng (tiếng Trung giản thể: 李石松, bính âm Hán ngữ: Lǐ Shísōng, sinh tháng 2 năm 1969, người Bạch) là chính trị gia nước Cộng hòa Nhân dân Trung Hoa. Ông là Ủy viên dự khuyết Ủy ban Trung ương Đảng Cộng sản Trung Quốc khóa XX, hiện là Thường vụ Tỉnh ủy Vân Nam, Bí thư Thị ủy Khúc Tĩnh.
Lý Thạch Tùng là đảng viên Đảng Cộng sản Trung Quốc, học vị Cử nhân Dân tộc học, Thạc sĩ Quản lý hành chính, Tiến sĩ Kinh tế học. Ông có hơn 30 năm sự nghiệp đều công tác ở quê nhà Vân Nam.

## Xuất thân và giáo dục
Lý Thạch Tùng sinh vào tháng 2 năm 1969 tại huyện Vân Long thuộc Châu tự trị dân tộc Bạch Đại Lý tỉnh Vân Nam, Cộng hòa Nhân dân Trung Hoa. Ông lớn lên trong một gia đình dân tộc Bạch, tốt nghiệp cao trung ở Vân Long, thi cao khảo vào năm 1986 và đỗ Đại học Trung Sơn, tới thủ phủ Quảng Châu nhập học hệ nhân loại học từ tháng 9 cùng năm và tốt nghiệp cử nhân chuyên ngành dân tộc học vào tháng 7 năm 1990. Từ tháng 9 năm 1990 đến tháng 4 năm 1991, ông được chọn và cử về huyện Lan Thương của địa khu Tư Mao, tham gia huấn luyện địa phương ở Dân ủy Lan Thương. Từ tháng 9 năm 2005, ông tham gia chương trình nghiên cứu sinh tại chức ở Đại học Khoa học và Công nghệ Điện tử Trung Quốc, nhận bằng Thạc sĩ Quản lý hành chính vào tháng 6 năm 2008, rồi sau đó tiếp tục là nghiên cứu sinh tại chức về kinh tế thế giới ở Đại học Vân Nam từ tháng 8 năm 2013, trở thành Tiến sĩ Kinh tế học vào tháng 6 năm 2016. Lý Thạch Tùng được kết nạp Đảng Cộng sản Trung Quốc vào tháng 7 năm 1995, ông từng tham gia khóa học từ xa về quản lý kinh tế chuyên nghiệp từ tháng 8 năm 1995 đến tháng 12 năm 1997 tại Trường Đảng Trung ương Đảng Cộng sản Trung Quốc.

## Sự nghiệp
Tháng 7 năm 1990, sau khi tốt nghiệp Trung Sơn, Lý Thạch Tùng trở lại Vân Nam, được phân vào làm cán bộ ở Văn phòng nghiên cứu Chính sách của Ủy ban Dân tộc thuộc Chính phủ Nhân dân tỉnh Vân Nam. Ngạch công vụ viên của ông dần dần là phó chủ nhiệm khoa viên từ tháng 5 năm 1995 rồi chủ nhiệm từ tháng 7 năm 1997, từng được điều động tạm thời sang công tác ở Phòng Thư ký thứ 4 của Sảnh Văn phòng Chính phủ Vân Nam giai đoạn 1997–98. Tới tháng 8 năm 1998, ông chuyển sang Phó Thư ký thứ 3, rồi là Trợ lý Điều nghiên viên từ tháng 4 năm 2001, được giao nhiệm vụ là Thư ký của Phó Tỉnh trưởng Vân Nam Trần Huân Nho giai đoạn 2000–03. Tháng 9 năm 2003, ông là Phó Trưởng phòng Thư ký thứ 2, thăng chức Trưởng phòng từ tháng 3 năm 2006 và công tác ở đây cho đến tháng 6 năm 2010 thì được bổ nhiệm làm Chuyên viên giám đốc kiểm tra cấp phó sảnh của Văn phòng Giám đốc kiểm tra Chính phủ Vân Nam. Tháng 4 năm 2013, ông nhậm chức Phó Tổng thư ký Chính phủ Vân Nam, Thành viên Đảng tổ Sảnh Văn phòng cơ quan này. Tháng 5 năm 2016, Lý Thạch Tùng được điều về Châu tự trị dân tộc Hà Nhì, Lô Lô Hồng Hà, được chỉ định vào Ủy ban Thường vụ Châu ủy, nhậm chức Phó Châu trưởng thường vụ Hồng Hà. Sau 2 năm, ông được điều trở lại Chính phủ tỉnh làm Bí thư Đảng tổ, Chủ nhiệm Ủy ban Công nghiệp và Công nghệ thông tin Vân Nam, kiêm Cục trưởng Cục Xí nghiệp trung tâm tỉnh. Cuối năm này, ủy ban được chuyển thể thành sảnh, ông chuyển chức làm Sảnh trưởng, vẫn là Cục trưởng cơ quan cũ, đồng thời thêm nhiệm vụ là Chủ nhiệm Văn phòng Quản lý Truyền thanh radio, Phó Chủ nhiệm thường vụ Văn phòng Ủy ban Phát triển dung hợp Quân–Dân Tỉnh ủy Vân Nam.
Tháng 1 năm 2019, Lý Thạch Tùng được điều về địa cấp thị Khúc Tĩnh, nhậm chức Phó Bí thư Thị ủy, Bí thư Đảng tổ, Thị trưởng Khúc Tĩnh. Vào tháng 11 năm 2021, ông được bầu vào Ủy ban Thường vụ Tỉnh ủy Vân Nam, thăng cấp phó tỉnh, rồi được phân công làm Bí thư Thị ủy Khúc Tĩnh, Bí thư thứ Nhất Đảng ủy Phân Quân khu Khúc Tĩnh. Cuối năm 2022, ông là đại biểu của đoàn Vân Nam dự Đại hội Đảng Cộng sản Trung Quốc lần thứ XX. Trong quá trình bầu cử tại đại hội, ông được bầu là Ủy viên dự khuyết Ủy ban Trung ương Đảng Cộng sản Trung Quốc khóa XX.